# Giorgio Piazza
Giorgio Piazza (Roma, 16 luglio 1925 – Roma, 3 luglio 2010) è stato un attore, doppiatore e direttore del doppiaggio italiano.

## Biografia
Nato a Roma, inizia a recitare come attor giovane in piccole compagnie di prosa, dopo il diploma ottenuto presso l'Accademia nazionale d'arte drammatica, lavora in varie compagnie tra cui quella di Tino Carraro. Nei primi anni cinquanta entra nella Compagnia di Vittorio Gassman, con cui rimane per un lungo periodo; contemporaneamente inizia la sua attività nel doppiaggio presso la CDC, successivamente diventa presidente della CID, per poi tornare alla CDC. Nella sua lunga attività, ha lavorato al doppiaggio di un gran numero di attori stranieri, tra i quali William Holden, James Mason, Ray Milland, Dirk Bogarde, Michel Piccoli, Henry Fonda, ed anche italiani.
Dotato di un timbro di voce simile a quello di Gualtiero De Angelis, doppiatore abituale di James Stewart, negli anni ottanta Piazza si occupa del ridoppiaggio dei film La storia di Glenn Miller (1954), La finestra sul cortile (1954) e La donna che visse due volte (1958). Dagli anni settanta, inizia la sua attività di direttore del doppiaggio, curando tra le altre le versioni italiane di Silverado (1985), Balla coi lupi (1990), Waterworld (1996), Godzilla e di alcune serie televisive tra cui La piovra 4 e La piovra 5 - Il cuore del problema. Limitata a poche pellicole la sua attività di attore cinematografico, fu invece molto prolifico come direttore del doppiaggio, dall'inizio degli anni settanta fino all'inizio degli anni duemila.
Morì a Roma il 3 luglio 2010, per un aneurisma. Riposa presso il Cimitero del Verano.

## Filmografia
- Balocchi e profumi, regia di Natale Montillo (1953)
- Senza sapere niente di lei, regia di Luigi Comencini (1969)
- Sierra Maestra, regia di Ansano Giannarelli (1969)
- Toh, è morta la nonna!, regia di Mario Monicelli (1969)
- La califfa, regia di Alberto Bevilacqua (1970)
- L'assassino... è al telefono, regia di Alberto De Martino (1972)
- La polizia ringrazia, regia di Steno (1972)
- I familiari delle vittime non saranno avvertiti, regia di Alberto De Martino (1972)
- L'assassinio dei fratelli Rosselli (TV), regia di Silvio Maestranzi (1974)
- Philo Vance (TV), regia di Marco Leto (1974)

## Teatro
- La vedova scaltra di Carlo Goldoni, regia di Luigi Squarzina, prima al Teatro Valle di Roma il 27 maggio 1951.
- I Persiani di Eschilo, regia di Vittorio Gassman, prima al Teatro Valle di Roma il 12 marzo 1954.
- Kean - Genio e sregolatezza di Alexandre Dumas, regia di Luciano Lucignani, prima al Teatro Carignano di Torino il 26 gennaio 1955.

## Prosa radiofonica Rai
- L'ereditiera, di Ruth e Goetz, regia di Renzo Ricci, trasmessa il 19 marzo (1951)
- È mezzanotte dottor Schweitzer!, dramma di Gilbert Cesbron, regia di Luigi Squarzina, trasmessa il 1 novembre 1954.
- Il potere e la gloria, di Graham Greene, regia di Luigi Squarzina (1955)
- Alice accanto al fuoco, commedia di J. M. Barrie, regia di Umberto Benedetto, trasmessa il 21 febbraio 1955.
- Manfredi, dramma di George Byron, regia di Pietro Masserano Taricco, trasmesso il  9 settembre 1956
- Amleto, di William Shakespeare, regia di Luigi Squarzina, trasmessa il 21 marzo 1957

## Prosa televisiva Rai
- I lupi di Roman Rolland, regia di Vittorio Cottafavi, trasmessa l'11 novembre 1969.
- Nero Wolfe – serie TV -  La casa degli attori, regia di Giuliana Berlinguer trasmessa il 3 e 4 gennaio 1970
- Il viaggiatore senza bagaglio di Jean Anouilh, regia di Ottavio Spadaro, trasmessa il 15 settembre 1970.
- La signora dalle camelie di Alessandro Dumas, regia di Vittorio Cottafavi, trasmessa il 24 settembre 1971.

## Doppiaggio

### Film cinema
- James Mason in L'agente speciale Mackintosh, La città sconvolta: caccia spietata ai rapitori, Contratto marsigliese, La croce di ferro, Il paradiso può attendere, Paura in città, Linea di sangue, Assisi Underground
- John Gielgud in Appuntamento con la morte, The Elephant Man, Arturo, Il primo cavaliere
- James Stewart nei ridoppiaggi de La storia di Glenn Miller, La finestra sul cortile e La donna che visse due volte
- John Houseman in I tre giorni del Condor, Rollerball, Le mille luci di New York
- Ray Milland in Love Story, Incredibile viaggio verso l'ignoto
- Henry Fonda in Swarm, Mussolini ultimo atto
- Dan O'Herlihy in Robocop, RoboCop 2
- Cyril Cusack in Il giorno dello sciacallo, La mala ordina
- William Holden in Breezy, L'inferno di cristallo
- Bernard Fox in Herbie al rally di Montecarlo
- Lee Strasberg in Il padrino - Parte II
- Max von Sydow in L'esorcista II - L'eretico
- George Coe in Appuntamento al buio
- Peter Cushing in L'uomo che morì tre volte
- James Donald in Un colpevole senza volto
- Robert Eddison in Indiana Jones e l'ultima crociata
- Robert Ellenstein in Rotta verso la Terra
- John Neville in Piccole donne
- Ralph Richardson in Greystoke - La leggenda di Tarzan, il signore delle scimmie
- Alberto Farnese in Squadra antitruffa
- Melvyn Douglas in L'inquilino del terzo piano
- Warren Oates in Tuono blu
- Roland Culver in Giù sulla terra
- Harry Dean Stanton in La quarta guerra
- Paul Lukas in La signora scompare
- Dabbs Greer in Il miglio verde
- Rock Hudson in Ruba al prossimo tuo...
- Giorgio Ardisson in O tutto o niente
- Hume Cronyn in Il rapporto Pelican
- Mike Gendel in C'era una volta in America
- Paolo Paoloni in Fantozzi
- Michel Piccoli in Tre amici, le mogli e (affettuosamente) le altre, Alzati spia
- Donald Hotton in Balla coi lupi
- Farley Granger in Rivelazioni di un maniaco sessuale al capo della squadra mobile
- Mario Pisu in Il boss
- Alberto de Mendoza in Per amare Ofelia
- José Luis de Vilallonga in Una vergine per il principe
- Klaus Kinski in La bestia uccide a sangue freddo
- Paul Meurisse in Lo Zingaro
- Ettore Manni in In nome del Papa Re
- Arthur Kennedy in Roma a mano armata
- Akim Tamiroff in Il giudizio universale
- Patrick O'Neal in Come eravamo
- Rudolf Schündler in Suspiria
- Franco Fantasia in Il Corsaro Nero
- Enzo Fiermonte in Il pianeta errante
- Jofre Soares in Gabriela
- Donald Crisp in Gran Premio (ridoppiaggio)
- Robert Morley in Il giardino della felicità
- Lino Ventura in Corpo a corpo
- Isarco Ravaioli in Djurado
- Ed Flanders in MacArthur il generale ribelle
- Tom Felleghy in Un colpo da mille miliardi, 4 mosche di velluto grigio, Milano odia: la polizia non può sparare, Il giustiziere sfida la città, Mark il poliziotto spara per primo, Liberi armati pericolosi, Sono stato un agente C.I.A.
- Conrado San Martín in Ercole, Sansone, Maciste e Ursus gli invincibili, I lunghi giorni della vendetta, Che notte, ragazzi!
- John McMartin in Brubaker
- Henry O'Neill in Confessioni di una spia nazista
- Leslie Nielsen in L'avventura del Poseidon
- Douglas Wilmer in Octopussy - Operazione piovra
- John Stacy in Il profeta
- Alfonso Godà in Il volto della vendetta
- William Layton in Il trapianto
- Robert Glaudini in La mortadella
- Jean Martin in Il poliziotto della brigata criminale
- Ivor Barry in Herbie il Maggiolino sempre più matto
- Michel Bardinet in Brucia ragazzo, brucia
- Geoffrey Bayldon in Madame Sousatzka
- Robert Brown in 007 - Zona pericolo
- George Voskovec in Ovunque nel tempo
- Gustavo Rojo in La vendetta di Gwangi
- William Prince in Sacco e Vanzetti
- Leonard Harris in Taxi Driver
- Voce narrante in L'ala o la coscia?

### Film d'animazione
- Narratore ne La leggenda del serpente bianco, La fattoria degli animali, Robin Hood e Heidi diventa principessa
- Nicodemus in Brisby e il segreto di NIMH

### Televisione
- Voce narrante in Le avventure di Pinocchio, Heidi e Remi - Le sue avventure
- Un caso apparentemente facile, regia di Gianni Serra (1968)
- La rete, regia di Gianni Serra (1969)

### Direzione del doppiaggio
Sei iellato, amico hai incontrato Sacramento, Torino nera, Il poliziotto è marcio, L'agente speciale Mackintosh, I tre giorni del Condor, ...e giustizia per tutti, Blow Out, Scarface, La mia Africa, Scherzare col fuoco, Howard e il destino del mondo, Gung Ho - Arrivano i giapponesi, Psycho III, Il segreto del mio successo, The Principal - Una classe violenta, Giardini di pietra, Gaby - Una storia vera, Le mille luci di New York, Oxford University, Il grande odio, Corto circuito 2, Tale padre tale figlio, Due metri di allergia, Due occhi diabolici, Seduzione pericolosa, Rain Man - L'uomo della pioggia, Furia cieca, Tap - Sulle strade di Broadway, Una vita non basta, Old Gringo - Il vecchio gringo, Un ghepardo per amico, Lettere d'amore, Mo' Better Blues, Nato il quattro luglio, Non siamo angeli, Glory - Uomini di gloria, Il tempo dei gitani, Filofax - Un'agenda che vale un tesoro, Ancora una volta, Bingo - Senti chi abbaia, La leggenda del re pescatore, Papà, ho trovato un amico, Senti chi parla 2, Avalon, Amanti, primedonne, Cape Fear - Il promontorio della paura, Fermati, o mamma spara, Giochi di potere, Innocenza colposa, Psycho III, Trappola in alto mare, Pioggia di soldi, Proposta indecente, Ricomincio da capo, La metà oscura, Sulle orme del vento, Nel centro del mirino, Dennis la minaccia, Due sconosciuti, un destino, Per legittima accusa, Due occhi diabolici, El mariachi, Passaggio in India, Senti chi parla adesso!, Quel che resta del giorno, Cool Runnings - Quattro sottozero, Proibito amare, Impatto imminente, Viaggio in Inghilterra, Sfida tra i ghiacci, Geronimo, Ghiaccio blu, Triangolo di fuoco, La troviamo a Beverly Hills, Un pezzo da 20, Cara, insopportabile Tess, Amici per gioco, amici per sesso, Fuga da Absolom, Un lavoro da grande, Rudy - Il successo di un sogno, Karate Kid 4, Colpo di fionda, Un amore tutto suo, Quando gli elefanti volavano, Premonizioni, Money Train, Ragione e sentimento, Prima e dopo, Angeli e insetti, Spia e lascia spiare, Qualcosa di personale, Lo straniero che venne dal mare, Prima e dopo,Angeli e insetti, Spia e lascia spiare, Giovani streghe, Qualcosa di personale, Magia nel lago, Matilda 6 mitica, La dodicesima notte, Larry Flynt - Oltre lo scandalo, Uno sguardo dal cielo, L'allenatrice, Il matrimonio del mio migliore amico, Una ragazza sfrenata, The Untouchables - Gli intoccabili, L'orco - The Ogre, Nemiche amiche, La maschera di Zorro, Masterminds - La guerra dei geni, Costretti ad uccidere, Silverado, Proiettile in canna, Allarme mortale, Il tredicesimo piano, Le ragazze della Casa Bianca, Fine di una storia, Amiche cattive, Jakob il bugiardo, Universal Soldier: The Return, L'uomo bicentenario, Il club dei cuori infranti, Flawless - Senza difetti, Quasi famosi, Il sapore della vittoria - Uniti si vince, Sognando l'Africa, Mansfield Park, K2 - L'ultima sfida, Balla coi lupi, I ricordi di Abbey, Il segno della libellula - Dragonfly.